# A Lady of Chance
A Lady of Chance is een stomme film uit 1928 onder regie van Robert Z. Leonard. De film is gebaseerd op het verhaal Little Angel van Leroy Scott. In Nederland werd de film destijds uitgebracht onder de titel Een Geraffineerde Intrigue.

## Verhaal
Dolly ‘Angel Face’ Morgan is een bedriegster die rijke mannen verleidt om er vervolgens met hun geld vandoor te gaan. Ze werkt samen met Brad en zijn vriendin Gwen om de rijke meneer Hammond te manipuleren en vervolgens te beroven. Nadat ze met hem heeft geflirt, krijgt ze 10.000 dollar van hem. Op het moment dat hij hiervoor iets in de ruil wil, verschijnt Brad, die zich voordoet als haar echtgenoot. Brad en Gwen doen later alsof ze nooit het geld hebben ontvangen, maar Angel Face merkt dat ze haar proberen te bedriegen en gaat er stiekem met het geld vandoor.
De volgende dag zet ze haar zinnen op Steve Crandall, een enthousiaste man van wie ze denkt dat hij de eigenaar van een grote plantage is. Het duurt niet lang voordat ze met elkaar trouwen. Dolly is echter ten einde raad als ze ontdekt dat Steve werkelijk een arme arbeider is. Ze wil vluchten, maar is bang om zijn gevoelens te kwetsen. Op het moment dat ze terug wil gaan naar New York, realiseert ze zich dat ze verliefd op hem is geworden en blijft.
Ondertussen achtervolgen Brad en Gwen haar om hun geld terug te eisen. Ze overtuigt hen ervan dat Steve niet rijk is en ze geen geld heeft om te geven. Echter, als Steve ontdekt dat hij zojuist 100.000 dollar heeft gewonnen en dit aan het gezelschap zegt, besluiten Brad en Gwen er met dat geld vandoor te gaan. Dolly wil hen stoppen, maar is bang ontmaskerd te worden als een fortuinzoekster. Ze besluit de waarheid op te biechten aan Steve, zodat Brad en Gwen hun zin niet krijgen.
Om ze weg te krijgen, belt Dolly de politie. Brad en Gwen vluchten, maar Dolly wordt zelf opgepakt. Ze verzet zich niet en vertelt Steve dat hij een betere vriendin verdient. Steve kan haar echter niet vergeten en betaalt de borg. Ze worden met elkaar herenigd en zoenen.

## Rolbezetting
| Acteur            | Personage                          |
| ----------------- | ---------------------------------- |
| Norma Shearer     | Dolly ‘Angel Face’ Morgan-Crandall |
| Lowell Sherman    | Bradley 'Brad'                     |
| Gwen Lee          | Gwen                               |
| Johnny Mack Brown | Steve Crandall                     |
| Eugenie Besserer  | 'Ma' Crandall                      |

## Achtergrond
Toen de film nog werd opgenomen, werd lange tijd gedacht dat het (deels) een geluidsfilm zou worden. Later bleek dat het een stomme film was. Het zou Norma Shearers laatste stomme film worden, hierna maakte ze enkel nog geluidsfilms. Tijdens de opnames werd Johnny Mack Brown naar geruchten verliefd op de oudere Shearer.
De film wordt tegenwoordig regelmatig getoond op de Amerikaanse televisiezender Turner Classic Movies.